# Donatas Motiejūnas
Donatas Motiejūnas (Kaunas, 20 de septiembre de 1990) es un jugador de baloncesto lituano que pertenece a la plantilla del AS Mónaco Basket de la LNB. Con 2,13 metros de estatura, juega en la posición de Pívot.

## Trayectoria deportiva

### Europa
Comenzó su carrera deportiva en las categorías inferiores del Žalgiris Kaunas, club al que ascendió al primer equipo en 2007. Al año siguiente ficha por el Aisčiai-Atletas, donde fue nominado al Jugador Joven del Año Europeo de la FIBA, que finalmente recayó en Ricky Rubio, tras promediar 19,0 puntos y 6,7 rebotes por partido.
En 2009 ficha por la Benetton Treviso de la liga italiana, donde juega dos temporadas en las que promedia 11,1 puntos y 4,6 rebotes por partido. Fue elegido como mejor jugador joven de la Eurocup en 2011, tras promediar 10,9 puntos y 5,6 rebotes en dicha competición.

### NBA

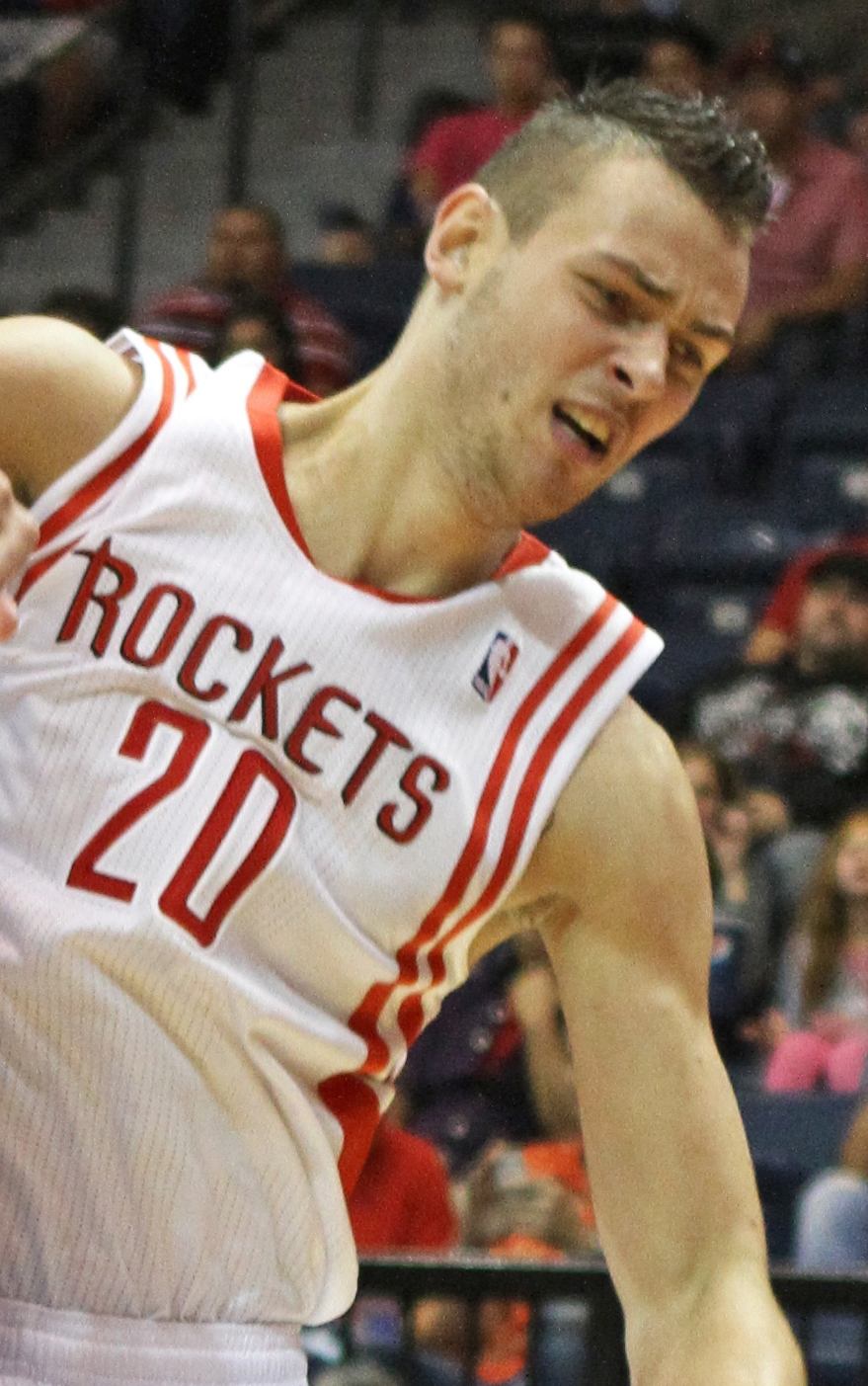
Motiejūnas con los Rockets en 2012.

Fue elegido en la vigésima posición del Draft de la NBA de 2011 por Minnesota Timberwolves, pero fue traspasado junto con Jonny Flynn a Houston Rockets a cambio de Brad Miller y Nikola Mirotić.
El 6 de julio de 2012, firmó un contrato de cuatro años y 4,23 millones de dólares con Houston Rockets.
[actualizar]

### Asia y Europa
El 18 de agosto de 2021, firma por el AS Mónaco Basket de la LNB.

## Selección nacional
Motiejūnas fue un jugador regular de los seleccionados juveniles de Lituania, llegando a disputar el Campeonato Mundial de Baloncesto Sub-19 de 2009, además de dos ediciones del Eurobasket Sub-20 (2008 y 2009), dos del Eurobasket Sub-18 (2007 y 2008), y una del Eurobasket Sub-16 (2007).
Con la selección absoluta disputó la Copa Mundial de Baloncesto de 2014 en España, y nueve años después la Copa Mundial de Baloncesto de 2023 en Asia. En el primer evento su equipo finalizó cuarto, mientras que en el segundo los lituanos finalizaron sextos. Asimismo integró el seleccionado que obtuvo la medalla de bronce en el Eurobasket 2013 y el que se ubicó noveno en el Eurobasket 2017.
En julio de 2024 formó parte del combinado nacional que jugó en el Torneo Preolímpico FIBA de Puerto Rico.

## Estadísticas

### NBA

#### Temporada regular
| Año     | Equipo      | PJ  | PT  | MPP  | %TC  | %3P  | %TL  | RPP | APP | ROB | TPP | PPP  |
| ------- | ----------- | --- | --- | ---- | ---- | ---- | ---- | --- | --- | --- | --- | ---- |
| 2012-13 | Houston     | 44  | 14  | 12.2 | .455 | .289 | .627 | 2.1 | .7  | .2  | .2  | 5.7  |
| 2013-14 | Houston     | 62  | 3   | 15.4 | .443 | .250 | .604 | 3.6 | .5  | .3  | .3  | 5.5  |
| 2014-15 | Houston     | 71  | 62  | 28.7 | .504 | .368 | .602 | 5.9 | 1.8 | .8  | .5  | 12.0 |
| 2015-16 | Houston     | 37  | 22  | 14.8 | .439 | .281 | .642 | 2.9 | 1.1 | .5  | .1  | 6.2  |
| 2016-17 | New Orleans | 34  | 0   | 14.1 | .413 | .234 | .510 | 3.0 | 1.0 | .5  | .3  | 4.4  |
| 2018-19 | San Antonio | 3   | 0   | 4.3  | .500 | —    | .000 | 1.0 | .3  | .0  | .3  | 2.0  |
| Total   | Total       | 251 | 101 | 18.2 | .469 | .300 | .597 | 3.8 | 1.1 | .5  | .3  | 7.3  |

#### Playoffs
| Año   | Equipo      | PJ | PT | MPP  | %TC   | %3P  | %TL   | RPP | APP | ROB | TPP | PPP |
| ----- | ----------- | -- | -- | ---- | ----- | ---- | ----- | --- | --- | --- | --- | --- |
| 2013  | Houston     | 1  | 0  | 5.0  | 1.000 | .000 | 1.000 | 1.0 | .0  | .0  | .0  | 5.0 |
| 2016  | Houston     | 5  | 4  | 19.6 | .432  | .444 | .471  | 5.2 | 1.0 | .8  | .4  | 8.8 |
| 2019  | San Antonio | 5  | 0  | 3.8  | .600  | .000 | .500  | 1.4 | .4  | .0  | .0  | 2.6 |
| Total | Total       | 11 | 4  | 11.1 | .490  | .400 | .500  | 3.1 | .6  | .4  | .2  | 5.6 |

### Euroliga
| Año     | Equipo          | PJ | PT | MPP  | %TC  | %3P  | %TL   | RPP | APP | ROB | TPP | PPP  | ICR  |
| ------- | --------------- | -- | -- | ---- | ---- | ---- | ----- | --- | --- | --- | --- | ---- | ---- |
| 2007–08 | Žalgiris Kaunas | 3  | 0  | 7.2  | .200 | .000 | 1.000 | 2.7 | .0  | .0  | .0  | 1.3  | 1.3  |
| 2011–12 | Asseco Prokom   | 10 | 10 | 31.3 | .436 | .304 | .455  | 7.9 | .9  | .6  | .8  | 12.5 | 13.7 |
| Total   | Total           | 13 | 10 | 25.7 | .426 | .292 | .486  | 6.7 | .7  | .5  | .6  | 9.9  | 10.8 |

- ICR - Índice de Calificación de Rendimiento